# Vitex gaumeri
El  árbol de yax-nik conocido en Guatemala como huevo de ratón (Vitex gaumeri) es un árbol de la familia Lamiaceae. Alcanza hasta 30 m de altura, su corteza es café amarillenta. Sus hojas están divididas como una mano abierta. Sus flores son moradas y crecen en racimos perfumados. Sus frutos son verde oscuro globosos y de sabor dulce. Se encuentra en Belice, Guatemala, Honduras y México. Se usa para el asma y los resfriados.